# リーヴ・イット・オール・トゥ・ミー
「リーヴ・イット・オール・トゥ・ミー」（Leave It All To Me）は、アメリカ合衆国の女優、ミランダ・コスグローヴの楽曲である。ゲスト・ボーカルとしてドレイク・ベルが参加している。本作は、ベルのバンドメンバーの1人であるマイケル・コーコランが作詞作曲を手がけた。本作はニコロデオンのシチュエーション・コメディ『iCarly』の主題歌で、同作のサウンドトラック・アルバムからの先行シングルとして、2007年12月18日にニコロデオン・レコードとコロムビア・レコードから発売された。なお、本作はコスグローヴの歌手としてのデビュー・シングルともなっている。
本作は、Billboard Hot 100では最高位100位を記録。2021年より放送されているリバイバル番組でもテーマソングとして使用されている。2008年6月にミュージック・ビデオが公開され、2010年9月にコスグローヴのYouTubeチャンネルで公開された。

## 背景と曲の構成
コスグローヴは、『iCarly』のプロデューサーから、番組のテーマソングのレコーディングのオファーを受けた。作曲を行なったこともなく、レコーディング・スタジオに入ったことのないコスグローヴは、興奮してこのオファーを受けることにした。後にコスグローヴは、楽曲制作の楽しさを覚え、もっと録音したいと思ったと振り返っている。この時に録音された「リーヴ・イット・オール・トゥ・ミー」は、最終的に『iCarly』の主題歌となった。
2021年にコスグローヴは『Seventeen』誌に同年から放送が開始されたリバイバル版のテーマソングになる可能性を示唆し、「同じ曲を今から録り直そうか、違う曲にしようか、何度も考えました。私がリバイバル作品を見るとき、いつもオリジナルのテーマソングを期待しているのですが、どの作品もオリジナルにこだわっていない気がしたのです。なので、結局同じ曲にしました」と語っている。
本作は、ドレイク・ベルのバンドメンバーの1人であるマイケル・コーコランが作詞作曲を手がけた。コスグローヴとベルは、かつてシチュエーション・コメディ『ドレイク&ジョシュ』で共演していた。

## リリースと評価
「リーヴ・イット・オール・トゥ・ミー」は、2007年12月18日にサウンドトラック・アルバム『iCarly: Music From And Inspired By The Hit TV Show』からの先行シングルとして発売された。2012年に発売の『iCarly: Music From And Inspired By The Hit TV Show』には「Leave It All To Me (Theme From iCarly) (Billboard Remix)」というリミックス・バージョンが収録された。MTVニュースに寄稿したクリスタル・ベルは、「The 17 Best Nickelodeon Theme Songs」の12曲目に本作を挙げ、「この曲をより良いものにしているのは、ドレイク・ベルがバック・ボーカルを担当したことを知っていることだ」と述べている。Billboard Hot 100で最高位100位を記録した。
アメリカで2011年1月11日に放送された『ビクトリアス』とのクロスオーバー作品『iParty with Victorious』では、『ビクトリアス』の主題歌「メイク・イット・シャイン」（歌唱はヴィクトリア・ジャスティス）とマッシュアップさせた「Leave It All To Shine」が披露された。この楽曲は2011年6月10日にデジタル・シングルとして発売され、BUBBLING UNDER HOT 100で最高位24位を記録した。その後『ビクトリアス』のサウンドトラック・アルバム『ビクトリアス:サウンドトラック』に収録された。
なお、日本ではサウンドトラック・アルバムが発売されておらず、2011年6月22日に発売されたコスグローヴのアルバム『スパークス・フライ★ジャパン・エディション』のみで聴くことができる。

## ミュージック・ビデオ
2008年6月に「リーヴ・イット・オール・トゥ・ミー」のミュージック・ビデオが公開され、2010年9月28日にコスグローヴのYouTubeチャンネルで公開された。
このミュージック・ビデオは、サウンドトラック・アルバム『iCarly: Music From And Inspired By The Hit TV Show』のファン・パック・エディションやDVD『iCarly: Season 1, Vol. 1』にボーナス・ビデオに収録されたほか、日本でも2014年7月9日に発売された『iCarly（アイ・カーリー） シーズン1 VOL.1』に特典映像として収録された。

## ライブでの演奏、文化的影響
コスグローヴは、2011年に行った『Dancing Crazy Tour』で「リーヴ・イット・オール・トゥ・ミー」を演奏。
コスグローヴは、2作目のEP『ハイ・メンテナンス』の発売から約6年にわたって、南カリフォルニアの大学に通学することに伴い音楽制作を休止。2017年1月、ベルはコスグローヴが音楽制作を再開することを願い、コスグローヴとともに本作を踊るスローバック・ビデオをシェアした。2017年4月、ノア・サイラスは『iCarly』のファンであることを明かし、本作を口パクで歌う動画を制作し、自身のInstagramアカウントに投稿した。

## クレジット
※出典
- ミランダ・コスグローヴ - ボーカル
- ドレイク・ベル - ボーカル
- マイケル・コーコラン（英語版） - 作詞作曲

## チャート成績
| チャート (2008年)      | 最高位 |
| ---------------------- | ------ |
| US Billboard Hot 100   | 100    |
| US Pop 100 (Billboard) | 83     |